# Assia Djebar
Assia Djebar, pseudonym för Fatima-Zohra Imalayen, född  30 juni 1936 i Cherchell, död 6 februari 2015 i Paris, var en algerisk författare, översättare och filmskapare. Hon var professor i franska språket och litteraturen. De flesta av hennes skönlitterära verk handlar om de hinder som kvinnor möter, och hon var främst känd för sitt feministiska och postkoloniala ställningstagande.  
Djebar har betraktats som en av Nordafrikas mest kända och inflytelserika författare och hon valdes till Georges Vedels efterträdare på stol 5 i Franska akademien 16 juni 2005 som den första författaren från Maghreb att uppnå ett sådant erkännande.

## Biografi
Fatima-Zohra Imalayen föddes i en liten kuststad i utkanten av Alger i det på den tiden franska Algeriet. Fadern var algerier och lärare i franska vid den grundskola hon gick i. Till skillnad från många andra muslimska flickor uppmuntrades hon att studera. Hon tog därför gymnasieexamen och begav sig till Frankrike, där hon studerade vid Lycée Fenelon i Paris år 1954. Hon blev 1955 den första algeriska kvinnan som någonsin antogs vid École Normale Superieure de Sèvres i Paris. Där hade hon den franske islamologen Louis Massignon som lärare. På grund av oroligheter bland algeriska studenter som stödde Algeriets självständighet, tvingades hon avbryta studierna året därpå, men hon tog sedermera en högre examen i historia.
År 1957 gav hon ut sin första roman, La Soif. Hon antog pseudonymen Assia Djebar eftersom hon fruktade sin fars ogillande.[källa behövs] Året därpå utkom romanen Les Impatients. Därefter följde bland andra Les Alouettes naïves (1967), med motiv från självständighetskriget 1954-1962.
Mellan 1959 och 1962 var hon lärare i Maghrebs historia vid universitetet i Rabat och åren 1962 till 1965 samt 1974 till 1980 undervisade hon i litteratur och film vid universitetet i Alger. Under dessa år i Algeriet gjorde hon resor i landet, bland annat till sin hembygd, och samtalade med personerna hon mötte om deras historia och minnen av kriget. Om detta skrev hon reportage och gjorde dokumentärfilmer. År 1980 valde Djebar att permanent bosätta sig i Paris och helt ägna sig åt litterärt arbete – romaner, essäer, teater och litteraturkritik. Efter ett decenniums uppehåll från skönlitteratur kom hon 1980 ut med novellsamlingen Femmes d'Alger dans leur appartement. Djebars mest kända roman är L'Amour la fantasia (Kärleken, kriget : en algerisk mosaik)  från 1985, där berättelsen om algeriska kvinnoöden vävs samman med skildringen av fransmännens förtryck av Algeriet.
Djebar blev 1997 utsedd till direktör för Centrum för franska och frankofona studier vid Louisiana State University och 2001 till professor i franskspråkig litteratur vid New York University. Hon har under årens lopp undervisat på universitetsnivå i film, historia, semiotik, teater och franska. År 2005 blev hon invald i Franska Akademien. Hennes sista roman blev Nulle part dans la maison de mon père (Ingenstans i min fars hus) som gavs ut 2007.
Hon gifte sig första gången 1958 med författaren Ould-Rouïs Ahmed (även kallad Walid Carn), som var aktiv i motståndsrörelsen. De skrev tillsammans ett drama för teatern 1969, Rouge l'aube (svenska: "röd gryning"), som uruppfördes på den tredje panafrikanska kulturfestivalen i Alger, och som behandlar frågor om postkolonialism. Paret fick två barn tillsammans. De skilde sig 1975. Djebar gifte sig 1980 med den algeriske poeten Malek Alloula med vilken hon bosatte sig i Paris.[källa behövs]
År 1996 mottog Djebar Neustadtpriset för bidrag till världslitteraturen, och året därpå tilldelades hon Yourcenarpriset. År 2000 tilldelades hon fredspriset Friedenspreis des Deutschen Buchhandels. Hon omtalades ofta som kandidat till Nobelpriset i litteratur. Djebar tilldelades/var invald i den franska orden Ordre national de la Légion d'honneur (Hederslegionen) samt orden Ordre des Arts et des Lettres.
Assia Djebar avled i Paris i februari 2015.

## Författarskap
Allt sedan debuten 1957 med La Soif, har Djebar i skönlitteraturens form behandlat de problem som hon själv bevittnat och varit kringgärdad av: muslimska kvinnors liv i Maghreb, det politiska uppvaknandet vid Algeriets självständighetskrig, kvinnors rätt till utbildning, och Nordafrikas historia. Till skillnad från många västerländska feminister som tagit avstånd från religioner med förevändningen att de är patriarkala, stödde Djebar sin feminism med tolkningar av islam och Abrahams och Hagars tid, som i romanen Loin de Médine. Stilistiskt verkade Djebar i en klassisk tradition,men några verk (bland annat Les Enfants du Nouveau Monde, 1962) är skrivna i socialrealistisk stil. Liksom många andra postkoloniala författare handlar många av Djebars berättelser om språk och identitet.
Assia Djebar har översatts till svenska av Ingvar Rydberg och har givits ut på Leopard förlag.

## Filmografi
- 1978 – La Nouba des femmes du Mont Chenoua
- 1982 – La Zerda ou les chants de l'oubli